# Auriat
Auriat – miejscowość i gmina we Francji, w regionie Nowa Akwitania, w departamencie Creuse.
Według danych na rok 1990 gminę zamieszkiwały 144 osoby, a gęstość zaludnienia wynosiła 7 osób/km² (wśród 747 gmin Limousin Auriat plasuje się na 477. miejscu pod względem liczby ludności, natomiast pod względem powierzchni na miejscu 325.).